# Карнаухівка (селище)
Карнау́хівка — селище в Україні, у Кам'янській міській громаді Кам'янського району Дніпропетровської області. Входить до складу Кам'янської міської громади.  У 2019 році створено Карнаухівський старостинський округ, старостою селища стала Фріске Тетяна Василівна. Населення за переписом 2001 року становить 6 597 осіб.

## Географічне розташування
Селище Карнаухівка розташоване на правому березі річки Дніпро. Селище межує з житловим районом Дніпра — Таромським та містом Кам'янське до якого, власне, і належить (в межах Південного району міста). Поруч пролягає автошлях національного значення Н08 та залізниця, зупинні пункти Платформа 164 км і Платформа 165 км та колишні станція Карнаухівка й зупинний пункт Платформа 8 км.

### Ландшафт
Карнаухівка знаходиться на схилі гори, що переходить у долину Дніпра. На околиці селища розташована балка, яка проходить від околиці через кладовище і до берега Дніпра. Також береги Карнаухівки омиває річка Коноплянка, яка впадає в Дніпро, утворюючи декілька островів. Околиці селища у напрямку вулиці Садової розташовані на невеличких пагорбах і маленьких полонинах, через це вулиця в'ється серпантином. 
На межі із Таромським розташувались пагорби вкриті листяним лісом, один з яких має назву Божа Гора названа від прізвиська  "Дід Бог" першого мешканця того кутка Сергія Найди, який жив там на межі XVIII -ХІХ століть і був схожий на образ Бога Саваофа на іконі.

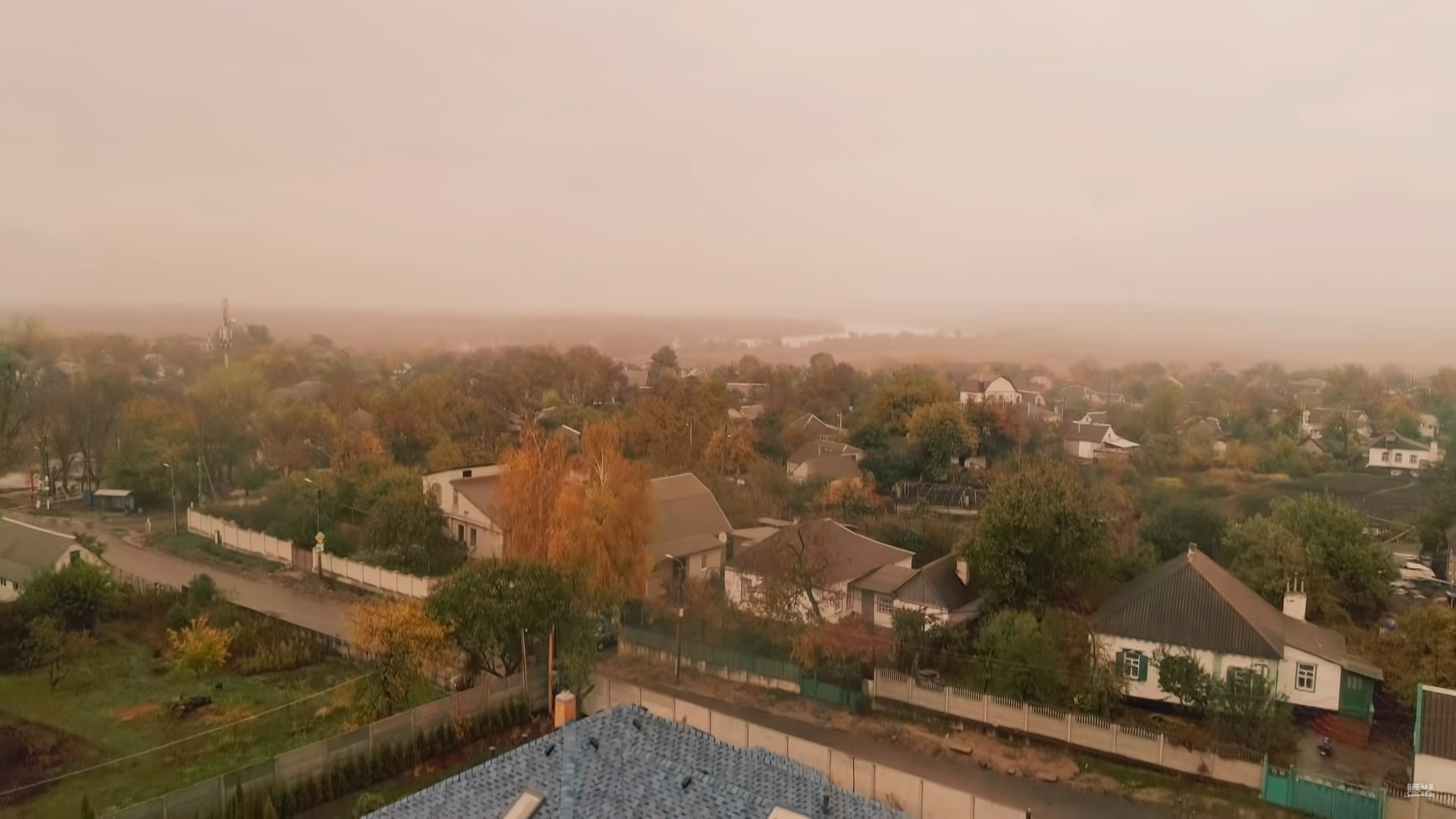
Панорама селища
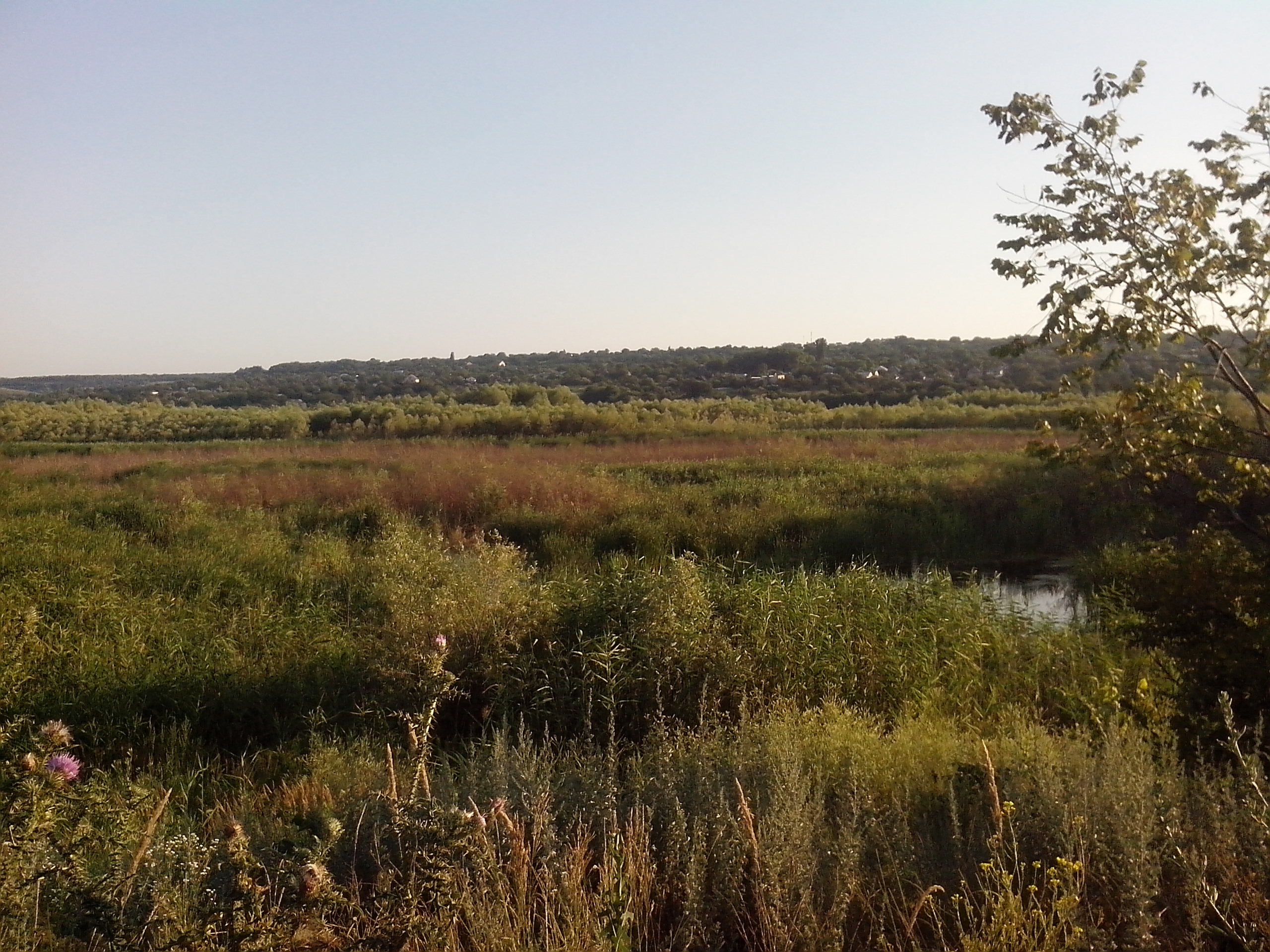
Карнаухівський пейзаж
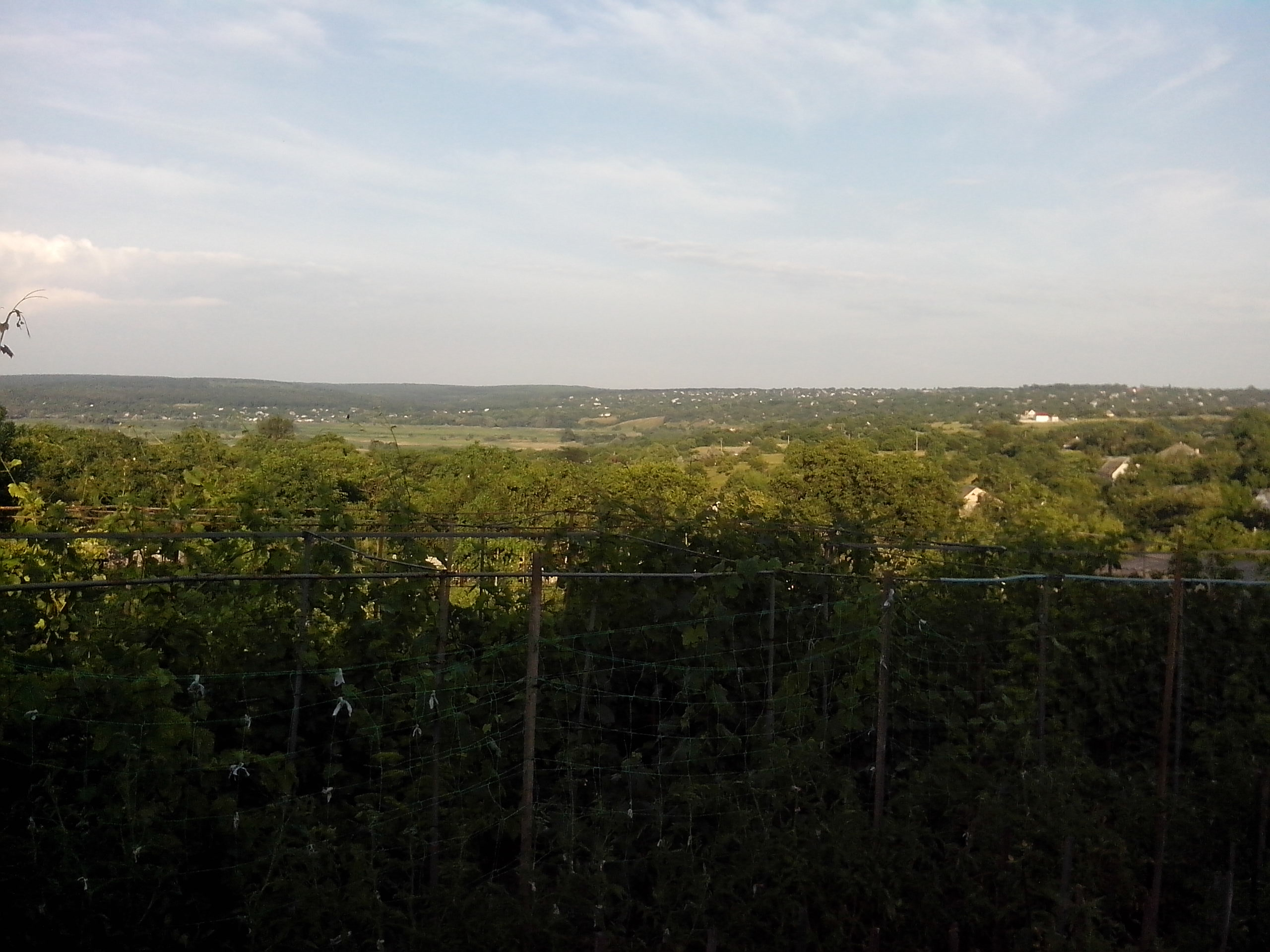
Краєвид околиць Карнаухівки
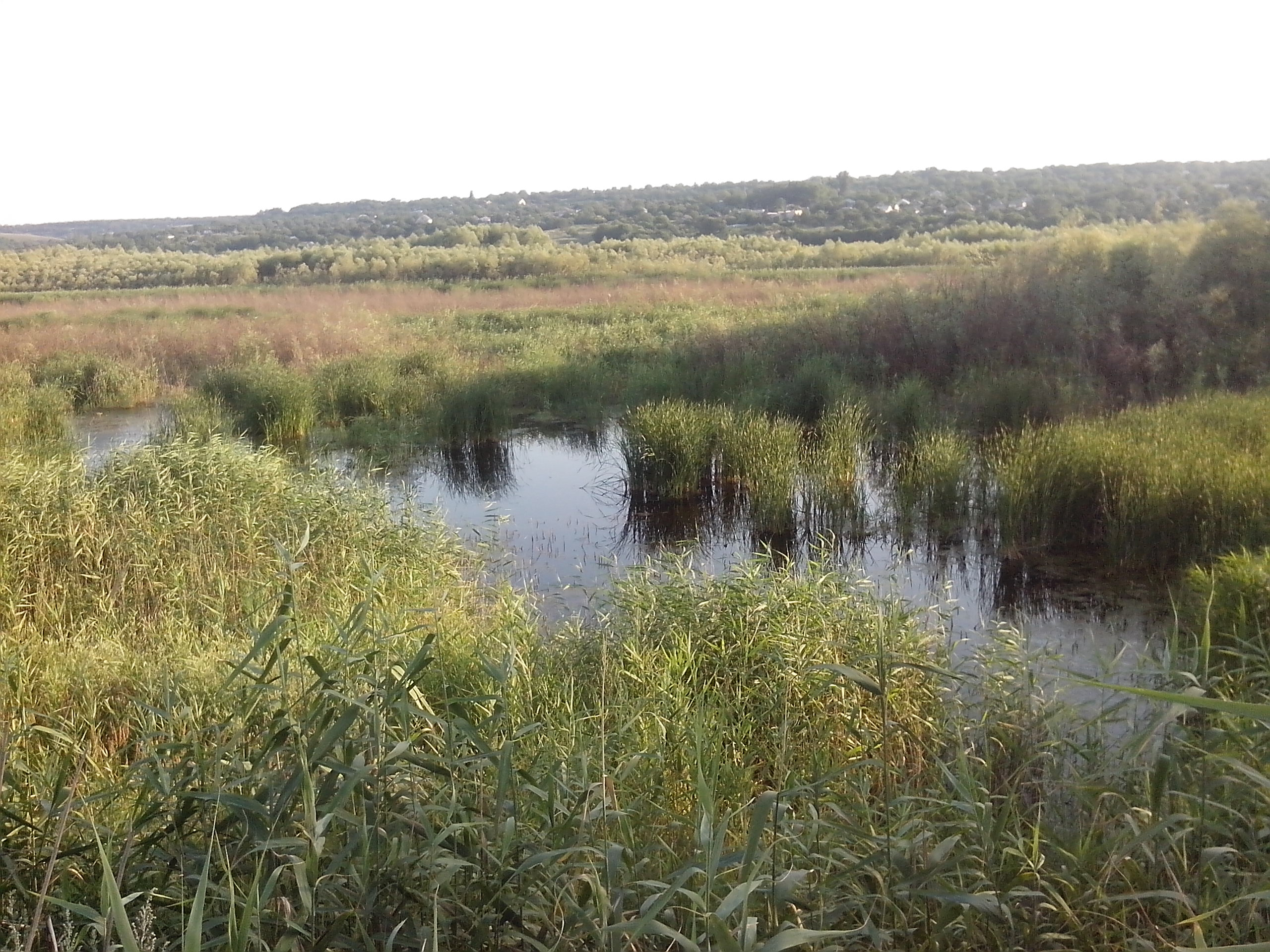
Карнаухівський пейзаж

## Історія
За переказами, назва походить від прізвиська (за карнаве (поранене) вухо) курінного отамана Карнауха, який поставив тут свій зимівник.
Вперше згадується у 1737 році, як зимівник Семена Карнауха Кодацької паланки Запорожжя, що разом з усіма мешканцями поселення приписався до парафії Свято—Миколаївської церкви у місті Нові Кодаки. У 1774 році в селі було збудовано Свято-Варваринську церкву, яку 29 березня 1775 року освятив Григорій Порохня з благословіння митрополита Київського Гавриїла Першого. Першим настоятелем церкви став священник Василь Удовицький.
Існує легенда, що дорогою до Катеринослава (нині — місто Дніпро) селище відвідав український поет, прозаїк, мислитель, живописець, гравер, етнограф Тарас Шевченко.
Станом на 1859 рік Карнаухівка була державним селом, в якому налічувалось 104 подвір'їв, православна церква, поштова станція й мешкало 1013 осіб.
Станом на 1886 рік у колишньому власницькому селі Діївської волості Катеринославського повіту Катеринославської губернії мешкало 1393 особи, налічувалось 210 дворових господарств, існувала православна церква та земська станція.
За переписом 1897 року кількість мешканців зросла до 2226 осіб (1100 чоловічої статі та 1126 — жіночої), з яких 2225 — православної віри.
У 1938 році Карнаухівка отримала статус селища міського типу. У 1939 - 1950-ті роки селище відносилося до Криничанського району, а після до Дніпропетровського.
У 1943 році, в ході Другої Світової Війни, біля селища Карнаухівка відбулося форсування річки Дніпро радянськими військами на чолі з Іваном Секретнюком. Цей загін відігравав роль приманки, яка змусила підтягнути німецькі війська до с. Карнаухівка. Тим часом основні радянські війська перетнули Дніпро біля села Аули. Всього в ході боїв із учасників карнаухівського десанту в живих лишилось 10 чоловік, включно з командиром який важкопоранений потрапив у полон, і перебував до квітня 1945 року в німецькому шталагу (таборі для військовополонених).
11 січня 1963 року Карнаухівка увійшла до складу Південного району (тоді — Баглійського району) міста Дніпродзержинська.
Після війни, на честь 60-річчя створення СРСР, було побудоване нове приміщення Карнаухівська СЗШ № 1 (згодом — Дніпродзержинська СЗШ № 38), яка до цього працювала у розкиданих по населеному пункту будівлях. Нині школа має ім'я І. О. Секретнюка, який сприяв будівництву цієї школи, і у свій час був її директором.
24 грудня 2019 року, в ході децентралізації, Карнаухівська селищна рада об'єднана з Кам'янською міською громадою.
26 січня 2024 року в Україні набув чинності Закон № 3285-IX, який передбачає дерадянізацію адміністративно-територіального устрою України, то ж селище міського типу Карнаухівка набуло статусу селища.

## Населення
| 2001  | 2006  | 2008  | 2009  | 2010  | 2011  | 2022  | 2025  |
| ----- | ----- | ----- | ----- | ----- | ----- | ----- | ----- |
| 6 468 | 6 537 | 6 552 | 6 591 | 6 596 | 6 597 | 6 600 | 6 688 |

### Мова
Розподіл населення за рідною мовою за даними перепису 2001 року:
| Мова            | Кількість | Відсоток |
| --------------- | --------- | -------- |
| українська      | 5887      | 89.14 %  |
| російська       | 706       | 9,58 %   |
| ромська         | 29        | 0,45 %   |
| вірменська      | 17        | 0,26 %   |
| білоруська      | 11        | 0,17 %   |
| румунська       | 5         | 0,08 %   |
| інші/не вказали | 33        | 0,48 %   |
| Усього          | 6469      | 100 %    |

## Об'єкти соціальної сфери
- Школа № 38 імені Секретнюка І. О.
- Будинок культури
- Бібліотека
- Амбулаторія № 5
- Дитячий садок «Вербичка»

## Транспорт
У напрямку міста Кам'янського:
- маршрутні таксі № 3, 6, 23.
- трамвай № 3.
- приміські електропоїзди — зупинні пункти Платформа 164 км, Платформа 165 км

У напрямку міста Дніпра:
- автобусний маршрут «Карнаухівка (амбулаторія) — Дніпро (Старомостова площа)»
- приміські електропоїзди — зупинні пункти Платформа 164 км, Платформа 165 км. У радянський час приміські поїзди ходили й по лінії Сухачівка - Правда, зупинялись на станції Карнаухівка.

## Архітектурні пам'ятки
- Будинок церковно-парафіяльної школи - вулиця Рибальська 2 (втрачений).
- Братська могила радянських воїнів (з 1993 року).
- Пам'ятник Тарасові Шевченку. Відкриття пам'ятника відбулося 25 серпня 2013 року на святкуванні 276-річниці селища. Автор пам'ятника — заслужений художник України, скульптор родом з Карнаухівки Петро Куценко[10]
- Пам'ятник козаку Семену Карнауху — засновнику селища Карнаухівка. Відкриття пам'ятника відбулося у 2012 році[11].

## Карнаухівська паркова зона
Карнаухівська паркова зона — зона активного та пасивного відпочинку в селищі:
- Дитячий та спортивний майданчики
- Пам'ятник козаку Семену Карнауху
- Пам'ятник Тарасові Шевченку
- «Музей-хата»
- Оригінальні архітектурні споруди
- Будується «Алея Шевченка».

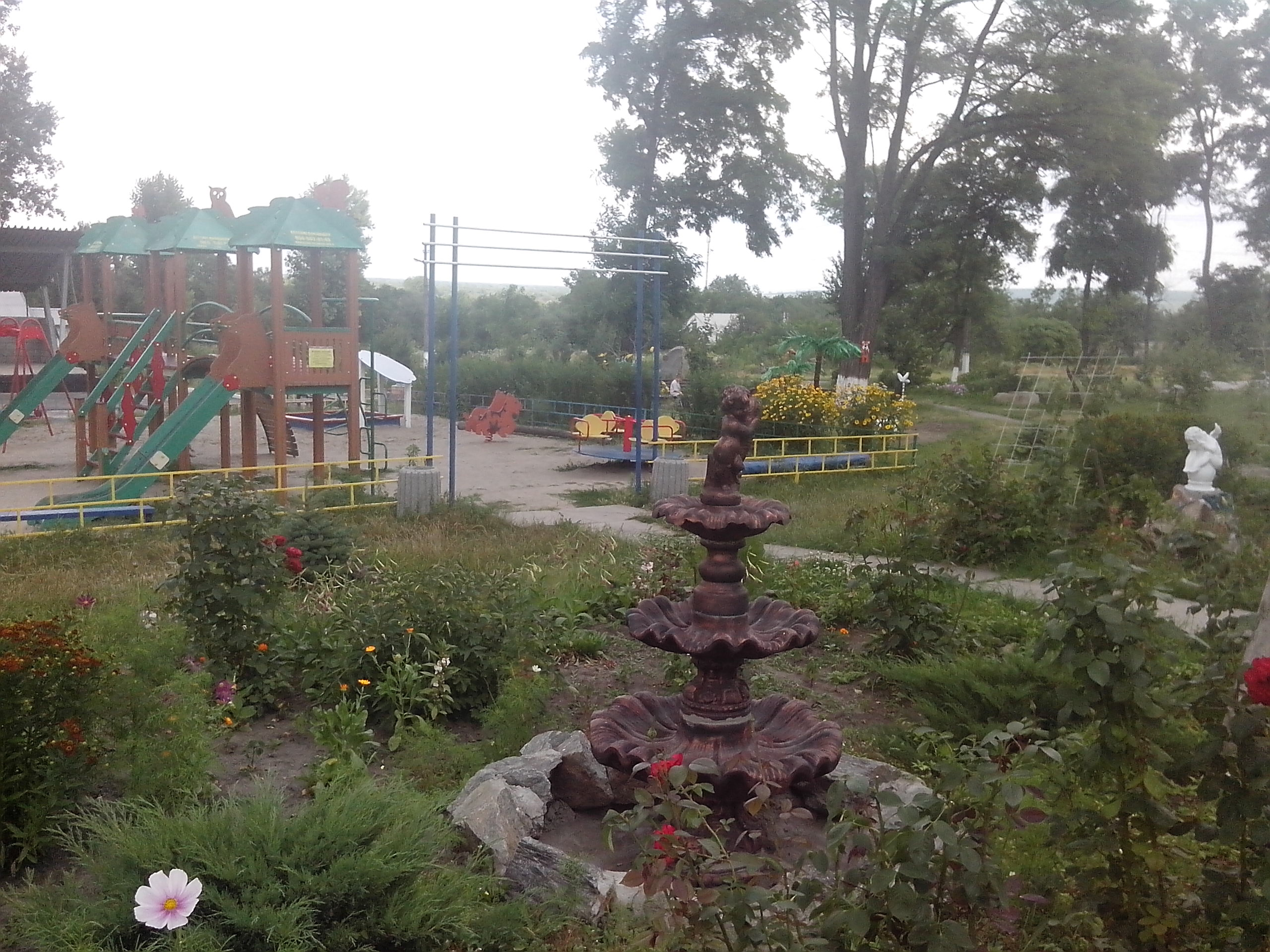
Дитячий майданчик
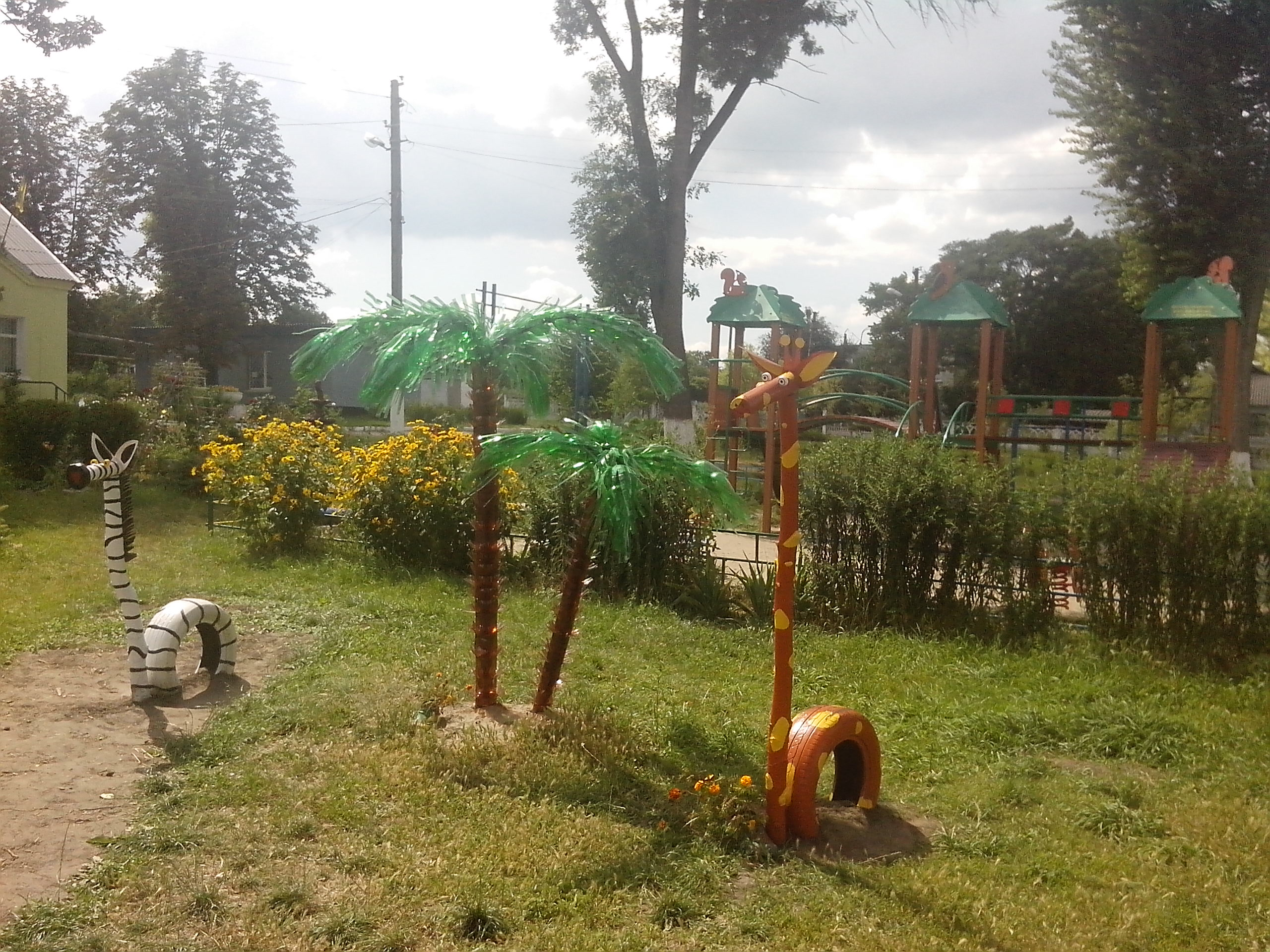
Архітектурні споруди
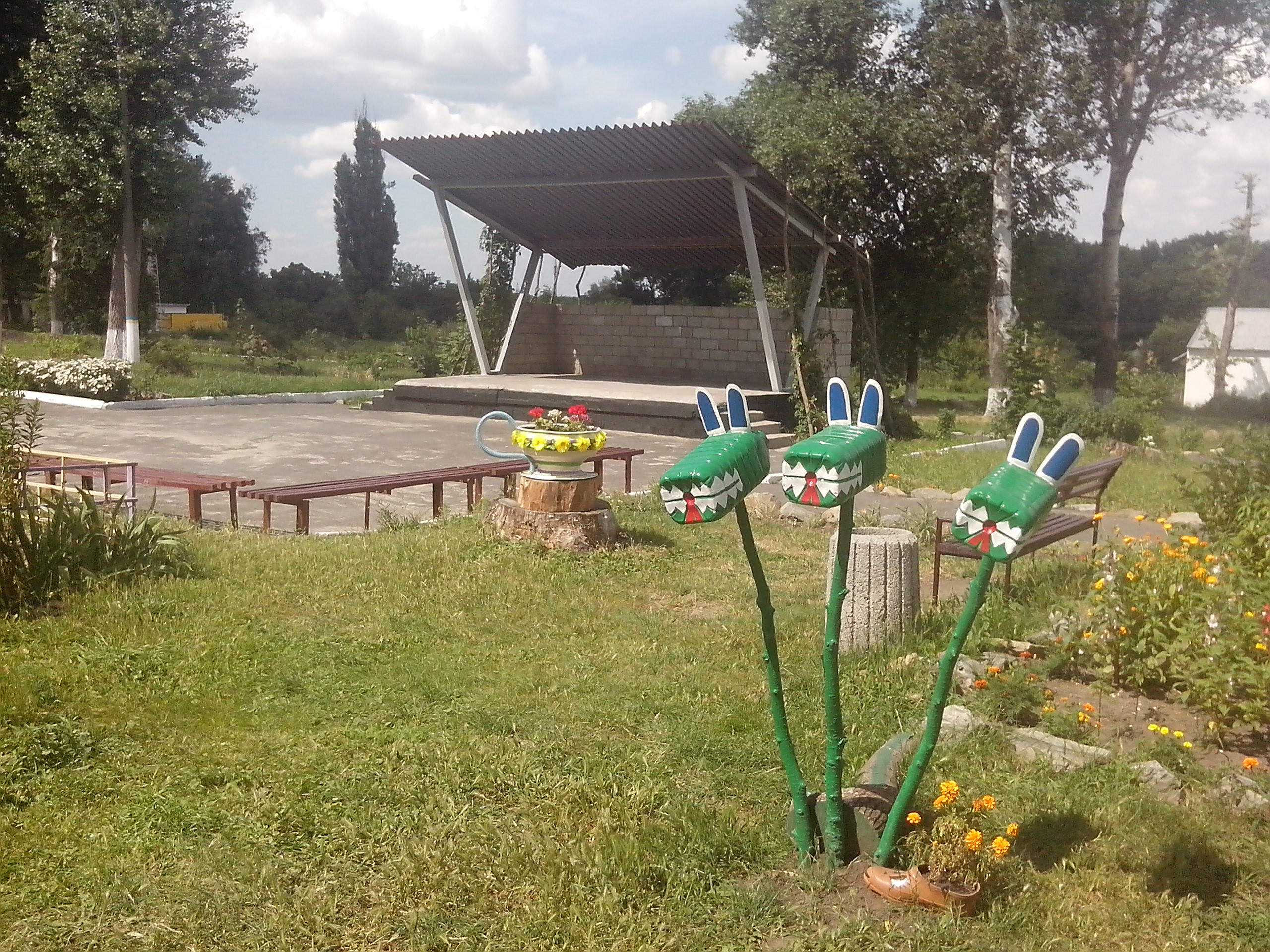
Карнаухівська сцена
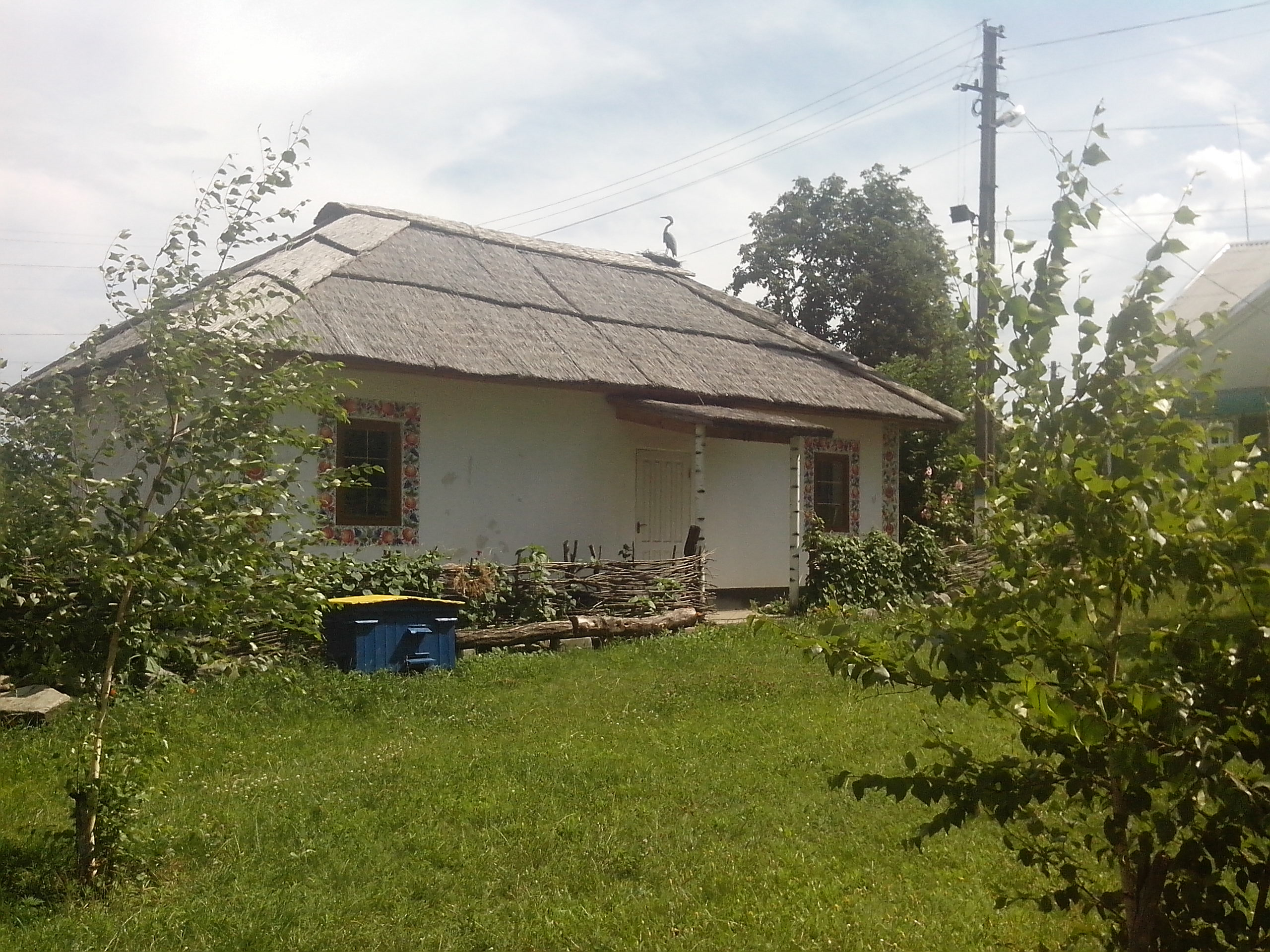
Музей-хата

## Місцеві свята
У Карнаухівці кожного року святкують День заснування селища. Святковий концерт, ярмарок, ігри, розваги, та традиційна святкова каша. Також Карнаухівка святкує День Рибалки — марафон рибалок, які виловом риби, змагаються за 1 місце в турнірі Рибалок Карнаухівки.

## Кулінарія
У Карнаухівці фірмовою стравою вважається зливана каша. За словами місцевих мешканців, традиція готувати зливану кашу започаткована ще за часів заснування селища козаком Семеном Карнаухом у 1737 році. Тому на в’їзді до селища на стелі з гербом Карнаухівки зображений засновник селища Семен Карнаух з казаном зливаної каші, що символізує гостинність і доброзичливість місцевих жителів.
Назву «зливана» каша отримала через те, що готувалася гуртом, у складчину, з доступних продуктів, спочатку як символічне відзначення завершення польових робіт у травні. Така каша відновлює сили, заряджає позитивною енергетикою. На свята її досі готують у стародавньому п’ятивідерному казані. До столу запрошують піснями. Згідно з традицією, після першої тарілки каші та чарки обов’язково танці й пісні, а потім – знову до столу.
Стародавній рецепт приготування зливаної каші передається господинями від покоління до покоління і має свої секрети.

## Релігія
У селі розташовані дві церкви - Храм Святих преподобномучениць великої княгині Єлизавети і інокині Варвари ПЦУ (пров. 3-й Нагірний, 17) та храм Святої Варвари (вул. Центральна, 60-А).

## Постаті
- Мельников Олександр Юрійович (1980—2014) — старшина Збройних сил України, учасник російсько-української війни. Син карнаухівського селищного голови, згодом старости Фріске Тетяни Василівни.
- Секретнюк Іван Омелянович (1922—2003) — учасник Другої світової війни, лейтенант Червоної армії, командир стрілецької роти, що восени 1943 року форсувала Дніпро під Карнаухівкою, «Почесний громадянин міста Дніпродзержинська»,  «Почесний громадянин селища Карнаухівки», перший директор нового корпусу школи СЗШ N 38 (нині носить ім'я І. О Секретнюка).

## Галерея

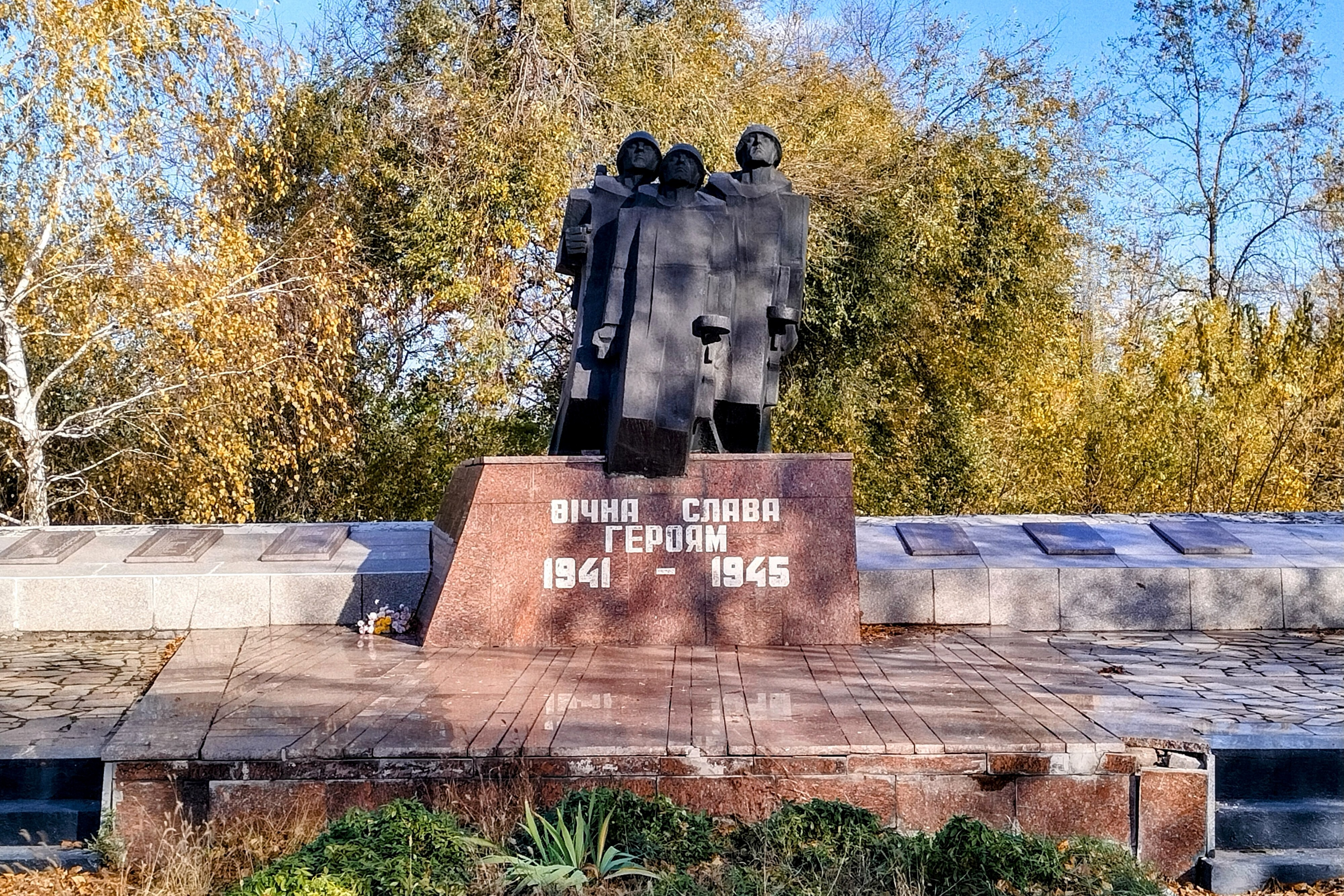
Військовий меморіал
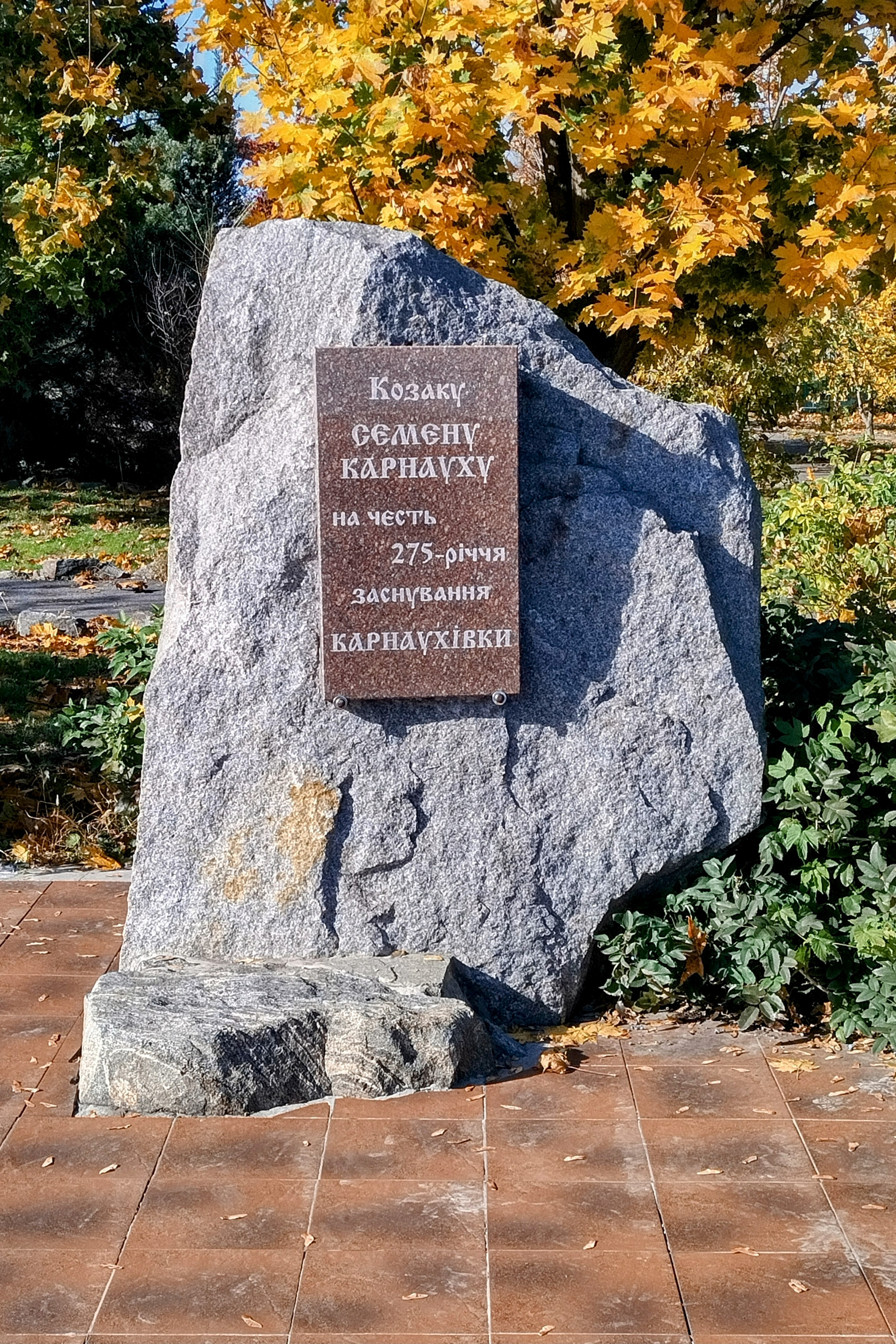
Пам'ятний знак козаку Семену Карнауху
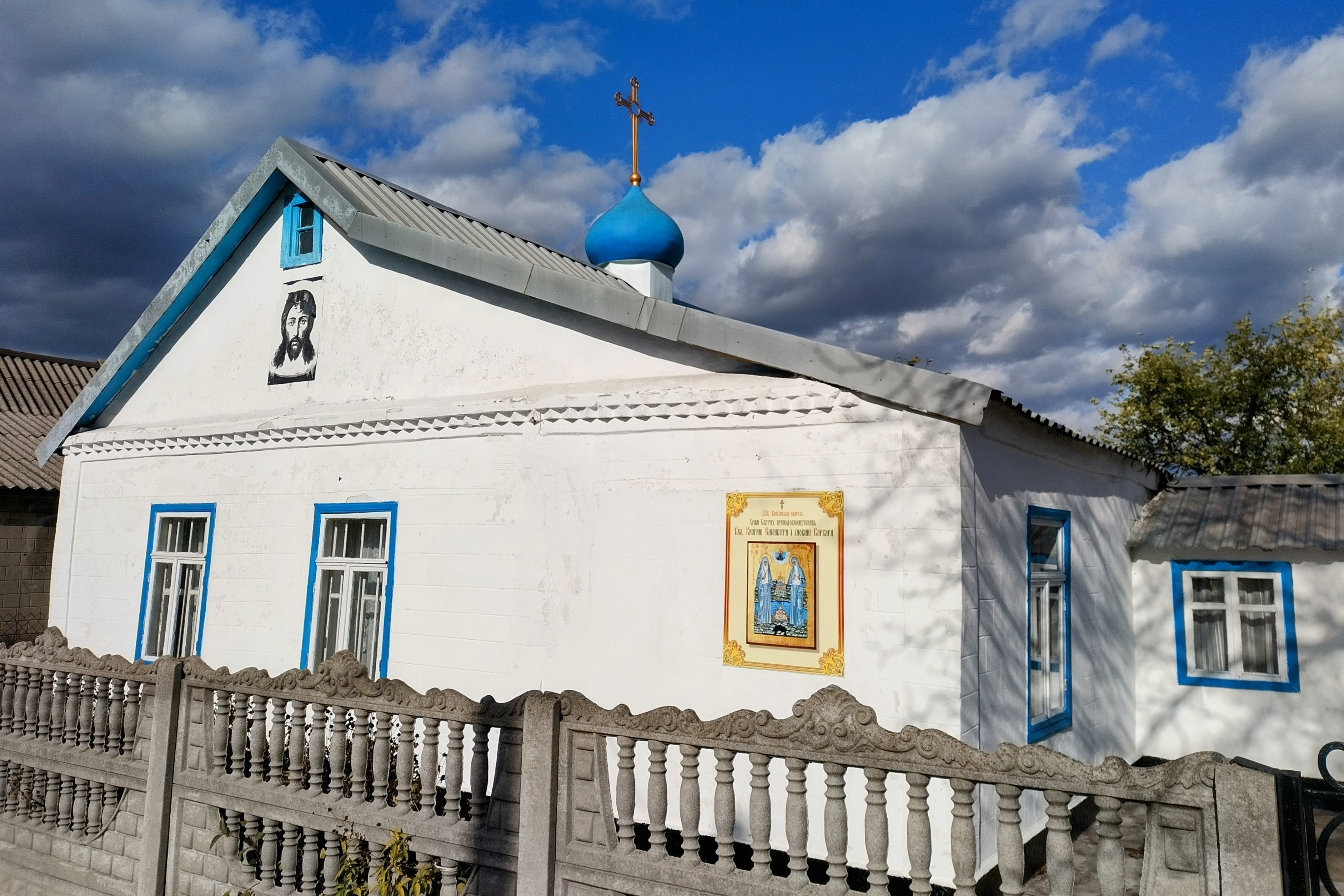
Храм Святих Єлизавети і Варвари
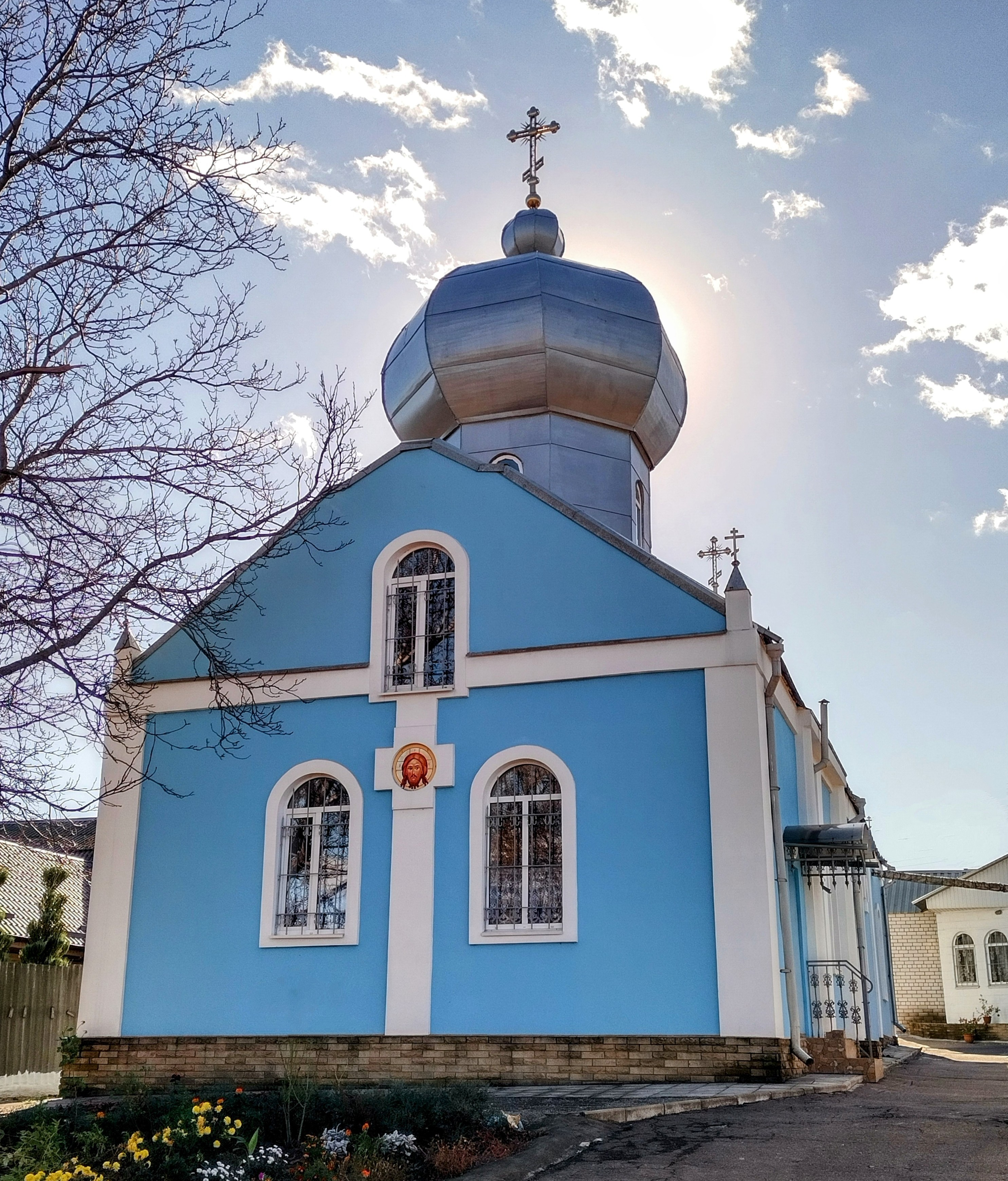
Храм Святої Варвари